# Desmopachria mutata
Desmopachria mutata är en skalbaggsart som beskrevs av Sharp 1882. Desmopachria mutata ingår i släktet Desmopachria och familjen dykare. Inga underarter finns listade i Catalogue of Life.